# سيسنا 187
سيسنا 187 هي طائرة خفيفة مقترة من قبل الشركة الامريكيةسيسنا في 1970s.يهدف إلى استبدال طراز 182.